# Lepuix-Neuf
Ne doit pas être confondu avec Lepuix, commune du même département, ni avec les communes homophones Le Puy.
Lepuix-Neuf est une commune française située dans le département du Territoire de Belfort, la région culturelle et historique de Franche-Comté et la région administrative Bourgogne-Franche-Comté.
Ses habitants sont appelés les Pouchets.

## Géographie
Le village se trouve au sud-est du Territoire de Belfort sur un plateau à 400 m d'altitude, à la limite du département du Haut-Rhin.

### Communes limitrophes
| Suarce       |             | Hindlingen (Haut-Rhin)  |
|              | Lepuix-Neuf | Friesen (Haut-Rhin)     |
| Courtelevant | Réchésy     | Ueberstrass (Haut-Rhin) |

### Climat
Pour des articles plus généraux, voir Climat de la Bourgogne-Franche-Comté et Climat du Territoire de Belfort.
En 2010, le climat de la commune est de type climat de montagne, selon une étude du Centre national de la recherche scientifique s'appuyant sur une série de données couvrant la période 1971-2000. En 2020, Météo-France publie une typologie des climats de la France métropolitaine dans laquelle la commune est exposée à un climat semi-continental et est dans la région climatique  Vosges, caractérisée par une pluviométrie très élevée (1 500 à 2 000 mm/an) en toutes saisons et un hiver rude (moins de 1 °C). 
Pour la période 1971-2000, la température annuelle moyenne est de 9,5 °C, avec une amplitude thermique annuelle de 17,6 °C. Le cumul annuel moyen de précipitations est de 984 mm, avec 10,7 jours de précipitations en janvier et 9,9 jours en juillet. Pour la période 1991-2020, la température moyenne annuelle observée sur la station météorologique de Météo-France la plus proche, « Joncherey », sur la commune de Joncherey à 8 km à vol d'oiseau, est de 10,5 °C et le cumul annuel moyen de précipitations est de 1 086,9 mm. 
La température maximale relevée sur cette station est de 39 °C, atteinte le 7 août 2015 ; la température minimale est de −25 °C, atteinte le 7 janvier 1985,,. 
Les paramètres climatiques de la commune ont été estimés pour le milieu du siècle (2041-2070) selon différents scénarios d'émission de gaz à effet de serre à partir des nouvelles projections climatiques de référence DRIAS-2020. Ils sont consultables sur un site dédié publié par Météo-France en novembre 2022.

## Urbanisme

### Typologie
Au 1er janvier 2024, Lepuix-Neuf est catégorisée commune rurale à habitat dispersé, selon la nouvelle grille communale de densité à sept niveaux définie par l'Insee en 2022.
Elle est située hors unité urbaine et hors attraction des villes,.

### Occupation des sols
L'occupation des sols de la commune, telle qu'elle ressort de la base de données européenne d’occupation biophysique des sols Corine Land Cover (CLC), est marquée par l'importance des territoires agricoles (80,9 % en 2018), en diminution par rapport à 1990 (81,9 %). La répartition détaillée en 2018 est la suivante : 
terres arables (56,7 %), prairies (14,1 %), forêts (12,8 %), zones agricoles hétérogènes (10,2 %), zones urbanisées (6 %), eaux continentales (0,3 %). L'évolution de l’occupation des sols de la commune et de ses infrastructures peut être observée sur les différentes représentations cartographiques du territoire : la carte de Cassini (XVIIIe siècle), la carte d'état-major (1820-1866) et les cartes ou photos aériennes de l'IGN pour la période actuelle (1950 à aujourd'hui).

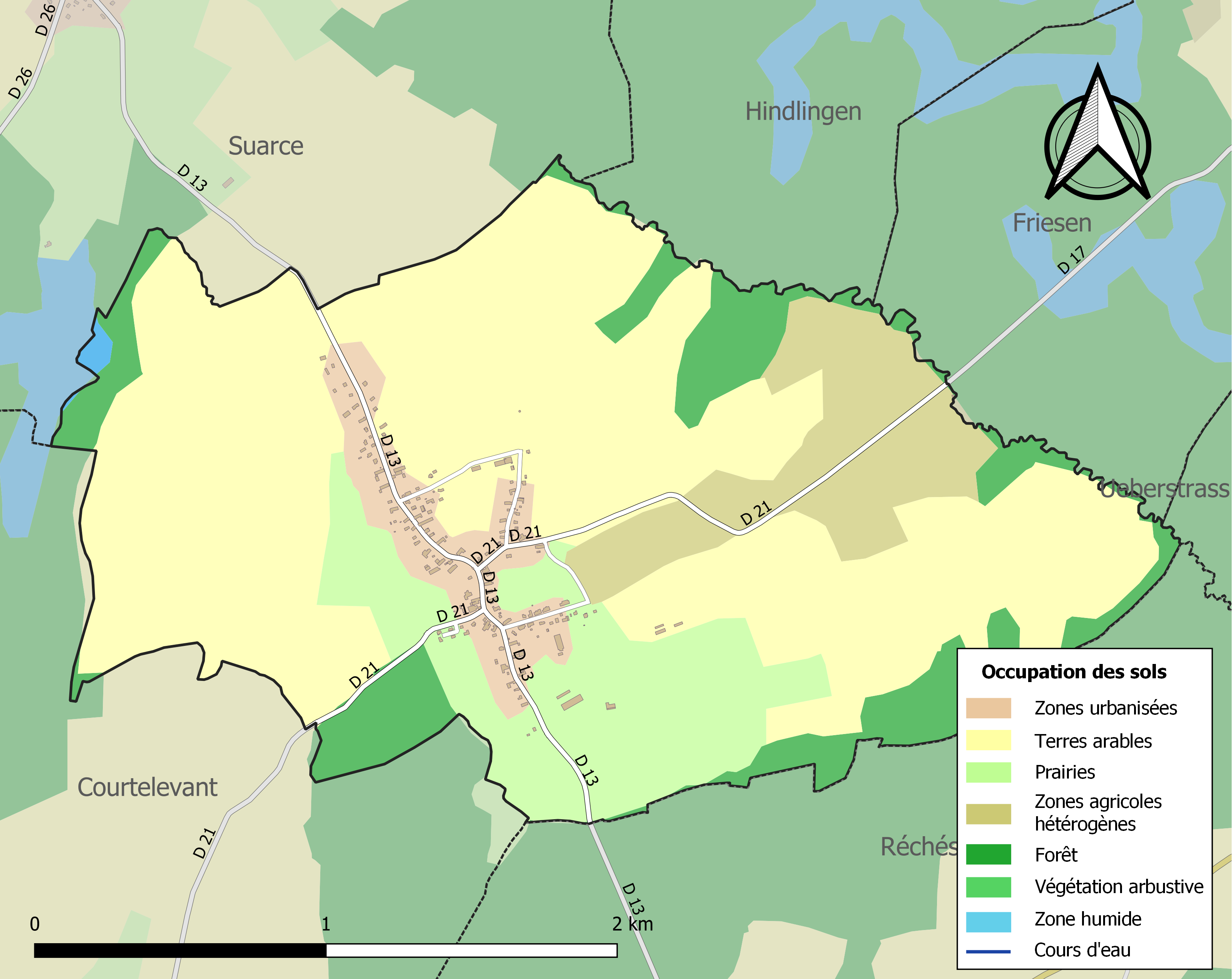
Carte des infrastructures et de l'occupation des sols de la commune en 2018 (CLC).

## Toponymie
- Puteum prope Swerzze (1290), ville de Puteo (1313), Sott (1576), Lepuix (1793), Lepuix-Neuf (1961).
- En allemand: Sood[13].

## Histoire
La voie romaine reliant autrefois Epomanduodurum (Mandeure,département du Doubs) à Augusta Raurica (Augst) (Suisse) et Kembs (Haut-Rhin) traversait le territoire de Lepuix. Le nom du village est mentionné pour la première fois en 1189 sous la forme Albapoys, plus tard sous le nom de Sood. Une chapelle existait déjà en 1359 mais le village dépendait de la paroisse de Courtelevant. Ce n'est qu'en 1848 que Lepuix-Neuf deviendra une paroisse autonome.
Lepuix-Neuf fait partie avec Friesen et Suarce des quelques villages du Sundgau qui ont été libérés deux fois à la fin de la Seconde Guerre mondiale.
Le village a été libéré le 19 puis le 22 novembre 1944 après de durs combats qui causèrent d'importants dégâts ; sur 65 maisons, 23 ont été entièrement détruites et 36 partiellement. L'église Saint-Nicolas qui elle aussi a été détruite lors des combats du 22 novembre 1944 a été reconstruite après la guerre.
Le village qui se nommait anciennement Lepuix, fut rebaptisé en Lepuix-Neuf par décret du 19 août 1961 publié au Journal Officiel le 26 août 1961. Cette mesure fut prise afin d'éviter toute confusion avec le village homonyme de Lepuix situé dans le nord du département. Pendant longtemps, l'adresse postale permettant de distinguer les deux communes fut "Lepuix par Delle" pour Lepuix-Neuf, et "Lepuix par Giromagny", abrégé en "Lepuix-Gy", pour Lepuix.

## Politique et administration
| Période                                  | Période   | Identité           | Étiquette | Qualité                  |
| ---------------------------------------- | --------- | ------------------ | --------- | ------------------------ |
| Les données manquantes sont à compléter. |           |                    |           |                          |
| mars 1983                                | mars 1995 | Jacques Bouqueneur |           | Fonctionnaire des Impots |
| mars 2008                                | mars 2014 | Régine Colin       | ...       |                          |
| mars 2014                                | En cours  | Fabrice Petitjean  | SE        | Contremaître             |

## Population et société

### Démographie
L'évolution du nombre d'habitants est connue à travers les recensements de la population effectués dans la commune depuis 1793. Pour les communes de moins de 10 000 habitants, une enquête de recensement portant sur toute la population est réalisée tous les cinq ans, les populations de référence des années intermédiaires étant quant à elles estimées par interpolation ou extrapolation. Pour la commune, le premier recensement exhaustif entrant dans le cadre du nouveau dispositif a été réalisé en 2004.

En 2022, la commune comptait 315 habitants, en évolution de +6,78 % par rapport à 2016 (Territoire de Belfort : −2,78 %, France hors Mayotte : +2,11 %).
| 1793 | 1800 | 1806 | 1821 | 1831 | 1836 | 1841 | 1846 | 1851 |
| ---- | ---- | ---- | ---- | ---- | ---- | ---- | ---- | ---- |
| 245  | 260  | 227  | 341  | 359  | 361  | 370  | 402  | 415  |

| 1856 | 1861 | 1866 | 1872 | 1876 | 1881 | 1886 | 1891 | 1896 |
| ---- | ---- | ---- | ---- | ---- | ---- | ---- | ---- | ---- |
| 343  | 368  | 414  | 377  | 373  | 368  | 362  | 350  | 339  |

| 1901 | 1906 | 1911 | 1921 | 1926 | 1931 | 1936 | 1946 | 1954 |
| ---- | ---- | ---- | ---- | ---- | ---- | ---- | ---- | ---- |
| 336  | 323  | 289  | 261  | 249  | 209  | 200  | 154  | 196  |

| 1962 | 1968 | 1975 | 1982 | 1990 | 1999 | 2004 | 2006 | 2009 |
| ---- | ---- | ---- | ---- | ---- | ---- | ---- | ---- | ---- |
| 203  | 187  | 203  | 232  | 251  | 242  | 249  | 253  | 284  |

| 2014 | 2019 | 2022 | - | - | - | - | - | - |
| ---- | ---- | ---- | - | - | - | - | - | - |
| 291  | 303  | 315  | - | - | - | - | - | - |

### Enseignement
L'école de Lepuix-Neuf fait partie du RPI (Regroupement Pédagogique Intercommunal) du Sundgau avec Chavanatte, Suarce et Chavannes-les-Grands.

## Lieux et monuments
|  |

## Personnalités liées à la commune
Berthe Marie Eugénie Petit, épouse Aubert, née en cette commune le 18 avril 1895, membre du réseau de résistance Possum, arrêtée par la Gestapo le 4 janvier 1944 à Reims, déportée le 18 juin 1944 à Ravensbrück où elle meurt le 28 janvier 1945.
Charles Fréry, homme politique français né le 26 novembre 1846 à Lepuix-Neuf (Territoire de Belfort) et mort le 4 juin 1891 à Belfort (Territoire de Belfort).

## Pour approfondir